# Vodafone
Vodafone Group Plc /ˈvoʊdəfoʊn/
este o companie multinațională britanică de telecomunicații cu sediul în Londra, Marea Britanie. Compania este prezentă în 93 de țări și are 450 de milioane de clienți, fiind a treia cea mai mare companie de telecomunicații mobile din lume.
În 2015, studiul BrandZ™ al companiei Millward Brown a clasat brandul Vodafone pe locul 23 la nivel global și locul 4 în industria Telecom, cu o valoare estimată la 38,46 de miliarde de dolari. Această valoare clasează brandul Vodafone deasupra competitorului Orange, care s-a situat pe locul 61 global și locul 8 în industria Telecom.
Începând cu 2018, Vodafone deținea și opera rețele în 25 de țări și avea rețele partenere în alte 47 de țări. Divizia sa, Vodafone Global Enterprise oferă servicii de telecomunicații și IT clienților corporativi din 150 de țări.
Vodafone este prima listată la Bursa de Valori din Londra și este un component al indicelui FTSE 100. Aceasta a avut o capitalizare de piață de aproximativ 52,5 miliarde de lire sterline pe 10 februarie 2016, este cea de-a opta cea mai mare companie listată la Bursa de Valori din Londra. Compania este a doua listată la  NASDAQ.
In Romania cel putin, Vodafone este recunoscut ca o companie telefonica care face sau prelungeste abonamentele oamenilor fara acordul lor. In mod special persoanele in varsta care nu se descurca bine cu tehnologia sunt inselate constant.

## Filiala locală
In Romania cel putin, Vodafone este recunoscut ca o companie telefonica care face sau prelungeste abonamentele oamenilor fara acordul lor. In mod special persoanele in varsta care nu se descurca bine cu tehnologia sunt inselate constant.
Vodafone România este o divizie a Vodafone Group Plc. La 31 martie 2014, Vodafone România avea 8.186 milioane de clienți. Vodafone România este al doilea operator de telefonie mobilă de pe piața locală după numărul de clienți.

### 2012
La finele lunii iunie 2002, operatorul avea 7,79 milioane de clienți, comparativ cu 7,94 milioane la 30 martie 2012. Din totalul clienților, 43% utilizează serviciile Vodafone pe bază de abonament, iar restul au cartele pre-plătite.
În urma unei licitații încheiată în septembrie 2012, Vodafone va plăti, în două etape, suma de 228,52 milioane euro pentru licențele telecom în frecvențele de 800, 900, 1.800 și 2.600 MHz.
România este una dintre primele țări europene în care Vodafone lansează serviciile LTE, după Germania și Portugalia.

## Nume
Numele Vodafone provine de la voice data fone (o ortografiere senzațională a cuvântului "phone"), ales de companie pentru a "reflecta furnizarea de servicii de voce și date pe telefoanele mobile".